# Province dell'Iran per indice di sviluppo umano
     0.800 – 1.000
     0.700 – 0.799)
     0.600 – 0.699

Province dell'Iran per indice di sviluppo umano 2017.
0.800 – 1.000
0.700 – 0.799)
0.600 – 0.699

Questa è una lista delle province dell'Iran per indice di sviluppo umano 2016.
| Very High Human Development | Very High Human Development           | Very High Human Development | Very High Human Development |
| Posizione                   | Province                              | 2015 HDI                    | Comparabile con             |
| --------------------------- | ------------------------------------- | --------------------------- | --------------------------- |
| 1                           | Provincia di Teheran (con Alborz)     | 0.809                       | Montenegro                  |
| 2                           | Provincia di Esfahan                  | 0.806                       | Montenegro                  |
| 3                           | Mazandaran                            | 0.801                       | Romania                     |
| 4                           | Yazd                                  | 0.800                       | Kuwait                      |
| High Human Development      |                                       |                             |                             |
| 5                           | Provincia di Semnan                   | 0.797                       | Bielorussia                 |
| 6                           | Provincia di Qom                      | 0.793                       | Kazakistan                  |
| 7                           | Provincia di Ilam                     | 0.791                       | Bahamas                     |
| 8                           | Provincia di Bushehr                  | 0.787                       | Panama                      |
| 9                           | Provincia di Fars                     | 0.784                       | Seychelles                  |
| 10                          | Provincia di Gilan                    | 0.781                       | Mauritius                   |
| 11                          | Khūzestān                             | 0.778                       | Serbia                      |
| 12                          | Provincia di Kermanshah               | 0.774                       | Cuba                        |
| 12                          | Provincia di Chahar Mahal e Bakhtiari | 0.774                       | Cuba                        |
|                             | Iran (media)                          | 0.774                       | Cuba                        |
| 14                          | Provincia di Qazvin                   | 0.772                       | Georgia                     |
| 15                          | Provincia di Markazi                  | 0.768                       | Turchia                     |
| 16                          | Provincia di Kohgiluyeh e Buyer Ahmad | 0.767                       | Turchia                     |
| 17                          | Azerbaigian Orientale                 | 0.762                       | Azerbaigian                 |
| 18                          | Razavi Khorasan                       | 0.758                       | Azerbaigian                 |
| 19                          | Lorestan                              | 0.757                       | Azerbaigian                 |
| 20                          | Provincia di Kerman                   | 0.756                       | Brasile                     |
| 21                          | Golestan                              | 0.755                       | Brasile                     |
| 22                          | Provincia di Hamadan                  | 0.752                       | Brasile                     |
| 23                          | Provincia di Zanjan                   | 0.749                       | Bosnia ed Erzegovina        |
| 24                          | Hormozgan                             | 0.746                       | Algeria                     |
| 25                          | Azerbaigian Occidentale               | 0.736                       | Figi                        |
| 26                          | Khorasan Meridionale                  | 0.734                       | Mongolia                    |
| 27                          | Provincia di Ardabil                  | 0.733                       | Mongolia                    |
| 28                          | Khorasan Settentrionale               | 0.724                       | Tunisia                     |
| 29                          | Provincia del Kurdistan               | 0.721                       | Tonga                       |
| Medium Human Development    |                                       |                             |                             |
| 30                          | Sistan e Baluchistan                  | 0.668                       | Bolivia                     |